# Epicranion
Epicranion is een geslacht van halfvleugeligen uit de familie Aphrophoridae. De wetenschappelijke naam van dit geslacht is voor het eerst geldig gepubliceerd in 1897 door Fowler.

## Soorten
Het geslacht Epicranion  is monotypisch en omvat slechts de volgende soort:
- Epicranion championi Fowler, 1897